# Сеньчино
Сеньчино (укр. Сеньчине) — село в Николаевском районе Николаевской области Украины.
Население по переписи 2001 года составляло 29 человек. Почтовый индекс — 57150. Телефонный код — 512.

## Местный совет
57150, Николаевская обл., Николаевский р-н, пос. Благодаровка, ул. Комсомольская, 49в